# South Devon (Rind)

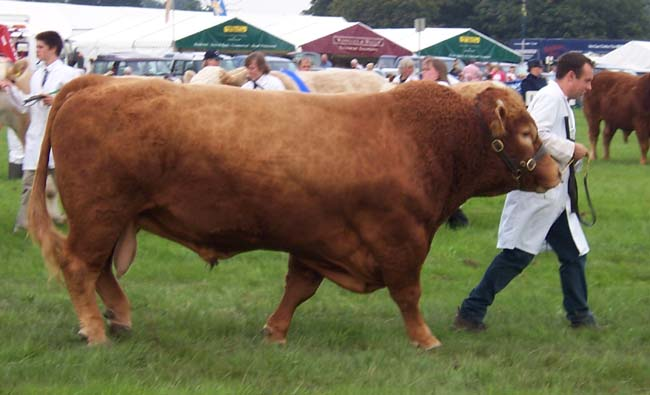
Ein South-Devon-Stier

Das South Devon ist eine Rinderrasse aus der Grafschaft Devon in England. In Großbritannien steht die Rasse auf der Beobachtungsliste des britischen Rare Breeds Survival Trust.
Die Süddevon-Rinder sind die größte Fleischrasse Großbritanniens. Ihre Ursprünge reichen wahrscheinlich ins 16. Jahrhundert zurück; die „South-Devon-Herdbuchgesellschaft“ wurde jedoch erst 1891 gegründet.
South-Devon-Rinder sind von kupferroter Farbe.
Heute sind sie auf der ganzen Welt verbreitet und haben sich als sehr nützliche Fleischrasse erwiesen.

## Einzelbelege
1. ↑  Rassebeschreibung Rind: South Devon. In: Zentrale Dokumentation Tiergenetischer Ressourcen in Deutschland (TGRDEU). Bundesanstalt für Landwirtschaft und Ernährung, abgerufen am 6. August 2015.
2. ↑  Rare Breeds Survival Trust Beobachtungsliste Abgerufen am 12. Dezember 2021.